# Алазраки, Карлос
Ка́рлос Алазра́ки (англ. Carlos Alazraqui; род. 20 июля 1962, Йонкерс, Нью-Йорк) — американский актёр-комик, актёр озвучивания, изредка выступает как сценарист, режиссёр и продюсер. Наиболее известен зрителям по сериалу «Рино 911!», где за 5 лет появился в 73 эпизодах, и по мультсериалу «Волшебные покровители» (100 эпизодов за 13 лет). Большинство озвученных актёром мультфильмов — канала Nickelodeon.

## Биография
Карлос Джейми Алазраки родился 20 июля 1962 года в городе Йонкерс (штат Нью-Йорк), хотя во многих источниках местом его рождения указывается противоположный конец страны: город Сакраменто в штате Калифорния. В связи с этим противоречием среди редакторов англоязычной Википедии, Алазраки сам ответил на этот вопрос: «Настоящий ответ — я родился в Йонкерсе, Нью-Йорк. А потом очень быстро переехал в Северную Калифорнию. Рос в Конкорде, Калифорния».
Один из его родителей был аргентино-американец, второй — аргентинский еврей. Как было сказано выше, вскоре после рождения Карлоса, его семья переехала в город Конкорд штата Калифорния. С 1982 по 1986 год будущий актёр учился в Калифорнийском университете штата в Сакраменто. В 1993 году занял первое место в международном комедийном соревновании в Сан-Франциско. Получив за эту победу крупный денежный приз, Алазраки переехал в Лос-Анджелес, где вплотную занялся развитием своей карьеры актёра и актёра озвучивания.
Карьера Алазраки началась в 1990 году, когда голос актёра впервые прозвучал с телеэкранов: он озвучил полицейского в одном эпизоде мультсериала «Приключения мультяшек». В 1994 году вышла видеоигра Rocko's Modern Life: Spunky's Dangerous Day: там он озвучил главного героя, Рокко. В 1997 году телезрители впервые увидели Алазраки вживую: он сыграл эпизодическую роль водителя в одном эпизоде сериала «Люди, которые ведут себя плохо». В 1998 году актёр дебютировал на широком экране: роль Тони Монтаны в фильме «Крёстный сын».
Он был оригинальным "голосом парня" на шоу Стефани Миллер. Его заменой был Джим Уорд, ранее заменивший его. В январе 2008 года Алазраки вернулся на шоу, чтобы заменить Джима, пока он восстанавливался после операции.
В 2010 году стал одним из создателей и главных актёров веб-сериала «Клуб», который был выпущен в ноябре 2010 года. В сериале представлены Джилл-Мишель Мелеан, Дебра Уилсон, Джонни А. Санчес, Лори Алан и Дин Норрис, а в 2013 году озвучил колумбийского наркоторговца в одном из эпизодов веб-сериала Мелинды Хилл англ. Romantic Encounters.
В 2012 году Алазраки номинировался на премию «Энни» в категории «Лучшее озвучивание (телевидение)» за роль Дензела Крокера в мультсериале «Волшебные покровители», но не получил награды.
Карлос Алазраки присоединился к Miller’s Sexy Liberal Comedy Tour в 2014 году, сыграв несколько концертов.
По состоянию на 2014 год Карлос Алазраки живёт в Лос-Анджелесе с женой и двумя детьми.

## Избранные работы

### Широкий экран
Кроме озвучивания
- 1999 — Лузер[англ.] / Dirt Merchant — Ронни Орландо
- 2004 — Король футбола: Кубок Европы[англ.] / Soccer Dog: European Cup — директор Блэр (в титрах не указан)
- 2007 — 911: Мальчики по вызову[англ.] / Reno 911!: Miami — Джеймс Гарсиа

### Телевидение
Кроме озвучивания
- 2003—2008 — Рино 911! / Reno 911! — Джеймс Гарсиа / шеф Карл / второстепенные персонажи (в 73 эпизодах)
- 2004 — Моё виртуальное привидение[англ.] / I Downloaded a Ghost — Винстон Притчетт, привидение
- 2010, 2012 — Биг Тайм Раш / Big Time Rush — Маркос дель Посей (в 3 эпизодах)

### Озвучивание фильмов и сериалов
- 2007 — Сол в стране кротолюдей[англ.] / Saul of the Mole Men — Стромул Гуандор, лидер птиц — летучих мышей (в 10 эпизодах)
- 2007 — Бен-10: Наперегонки со временем / Ben 10: Race Against Time — гуманоид Серая Материя
- 2007—2008 — Из головы Джимми[англ.] / Out of Jimmy’s Head — суслик Голли / голубь / второстепенные персонажи (в 7 эпизодах)
- 2010 — Кошки против собак: Месть Китти Галор / Cats & Dogs: The Revenge of Kitty Galore — стрелок по кошкам / кошачий шпионский аналитик

### Озвучивание мультфильмов и мультсериалов
- 1993—1996 — Новая жизнь Рокко / Rocko’s Modern Life — валлаби Рокко[англ.] / пёс Спанки / второстепенные персонажи (в 52 эпизодах)
- 1996, 1998, 2000, 2002 — Эй, Арнольд! / Hey Arnold! — разные персонажи (в 5 эпизодах)
- 1998—2005 — Котопёс / CatDog — мышонок Уинслоу / пёс Люб / второстепенные персонажи (в 66 эпизодах)
- 1999—2001, 2019 — н. в. — Гриффины / Family Guy — мистер Уид (начальник Питера Гриффина) / второстепенные персонажи (в 19 эпизодах)
- 1999—2004 — Ракетная мощь / Rocket Power — Рауль Родригес / второстепенные персонажи (в 8 эпизодах)
- 1999—2002, 2007 — Губка Боб Квадратные Штаны / SpongeBob SquarePants — разные рыбы / сёрфер / другие второстепенные персонажи (в 16 эпизодах)
- 2001 — Отряд времени[англ.] / Time Squad — Махатма Ганди / комик / статист (в 2 эпизодах)
- 2001 — Волшебное рождество у Микки[англ.] / Mickey’s Magical Christmas: Snowed in at the House of Mouse — Панчито Пистолес[англ.]
- 2001 — Мышиный дом / House of Mouse — Панчито Пистолес (в 3 эпизодах)
- 2001 — Джимми Нейтрон, вундеркинд / Jimmy Neutron: Boy Genius — отец Шина Эстевеса
- 2001 — наст. время — Волшебные покровители / The Fairly OddParents — Дензел Крокер / второстепенные персонажи (в 100 эпизодах)
- 2004 — Кенгуру Джекпот: Новые приключения[англ.] / Kangaroo Jack: G’Day U.S.A.! — чувак
- 2004—2005 — Строкер и Хуп[англ.] / Stroker and Hoop — второстепенные персонажи (в 5 эпизодах)
- 2004—2006 — Пароль «Детишки по соседству» / Codename: Kids Next Door — разные роли (в 3 эпизодах)
- 2005 — Кино о гордой семье[англ.] / The Proud Family Movie — Puff / Board Member
- 2005—2007 — Жизнь и приключения Джунипер Ли / The Life and Times of Juniper Lee — мопс Монро / второстепенные персонажи (в 12 эпизодах)
- 2005—2008 — Лагерь Лазло / Camp Lazlo — Лазло / носорог Клэм / другие персонажи (в 31 эпизоде)
- 2006 — Делай ноги / Happy Feet — Нестор
- 2006—2007 — Мальчик-белка[англ.] / Squirrel Boy — Солёный Майк / мистер Рюнион (в 8 эпизодах)
- 2006—2009 — На замену / The Replacements — профессор Шидли / отец Хакобо (в 8 эпизодах)
- 2006—2012 — Умелец Мэнни / Handy Manny — Фелипе-«Отвёртка» / шеф Эдуардо / второстепенные персонажи (в 82 эпизодах)
- 2007 — Эль Тигре: Приключения Мэнни Риверы / El Tigre: The Adventures of Manny Rivera — дедушка Ривера / Безумная пума / другие персонажи (в 9 эпизодах)
- 2007—2012 — Любопытный Джордж[англ.] / Curious George — второстепенные персонажи (в 12 эпизодах)
- 2008 — Мартышки в космосе / Space Chimps — Хьюстон
- 2008—2009 — ? / англ. Wow! Wow! Wubbzy! — Уолден (в 26 эпизодах)
- 2008—2010 — Чаудер / Chowder — разные роли (в 4 эпизодах)
- 2008, 2011—2013 — Финес и Ферб / Phineas and Ferb — второстепенные персонажи (в 7 эпизодах)
- 2009 — Любопытный Джордж 2[англ.] / Curious George 2: Follow That Monkey! — кондуктор
- 2009 — Захватывающий мир Эль Супербеасто / The Haunted World of El Superbeasto — Бенни Редригес
- 2010 — Лига Справедливости: Кризис двух миров / Justice League: Crisis on Two Earths — Брейкданс[англ.] / агент секретной службы
- 2010 — Мартышки в космосе: Ответный удар[англ.] / Space Chimps 2: Zartog Strikes Back — Хьюстон / клоун Пидлз / кинооператор
- 2010 — История игрушек: Большой побег / Toy Story 3 — второстепенные персонажи
- 2010 — Бэтмен: Под красным колпаком / Batman: Under the Red Hood — Чи-Чи / головорез / Бэтон
- 2010—2011 — Генератор Рекс / Generator Rex — второстепенные персонажи (в 5 эпизодах)
- 2010—2012 — Скуби-Ду: Мистическая корпорация / Scooby-Doo! Mystery Incorporated — разные персонажи (в 4 эпизодах)
- 2011 — Делай ноги 2 / Happy Feet Two — Нестор
- 2011—2012 — Дэн против / Dan Vs. — разные персонажи (в 11 эпизодах)
- 2012 — Лига Справедливости: Гибель / Justice League: Doom — Бэйн / террорист
- 2012 — Братва из джунглей / Delhi Safari — обезьяна Баджранги (в англоязычном озвучивании)
- 2012 — Бэтмен: Возвращение Тёмного рыцаря (Часть 1) / Batman: The Dark Knight Returns (Part 1) — Эрнандо
- 2012 — Веселозавр Рекс / Partysaurus Rex — второстепенные персонажи
- 2012—2014 — Легенда о Корре / The Legend of Korra — разные роли (в 7 эпизодах)
- 2013 — Бэтмен: Возвращение Тёмного рыцаря (Часть 2) / Batman: The Dark Knight Returns (Part 2) — конгрессмен Ночес
- 2013 — София Прекрасная / Sofia the First — разные роли (в 3 эпизодах)
- 2013 — Университет монстров / Monsters University — второстепенные персонажи
- 2013 — Самолёты / Planes — Эль Чупакабра / второстепенные персонажи
- 2013 — Индюки: Назад в будущее / Free Birds — Эмос
- 2013 — наст. время — Бен 10: Омниверс / Ben 10: Omniverse — разные роли (в 3 эпизодах)
- 2014 — Дикий Запад шерифа Кэлли[англ.] / Sheriff Callie’s Wild West— Тио Тортуга (в 16 эпизодах)
- 2015 — Головоломка / Inside Out — бразильский вертолётчик
- 2017 — Эй, Арнольд! Кино из джунглей / Hey Arnold! The Jungle Movie — Эдуардо
- 2021 — Лагерь «Коралл»: Детство Губки Боба / Kamp Koral: SpongeBob’s Under Years — Нобби
- 2021 — Америка: Фильм / America: The Motion Picture — Клайд
- 2021 — Мой шумный дом: Фильм / The Loud House Movie — Звонарь / второстепенные персонажи
- 2021 — Лига монстров / Rumble — Нёрдл
- 2024 — Looney Tunes: Космическое вторжение / The Day the Earth Blew Up: A Looney Tunes Movie — ведущий новостей / Гэри

### Озвучивание видеоигр и компьютерных программ
- 1996 — Soviet Strike — Билл Клинтон
- 1996 — 3D Movie Maker[англ.] — валлаби Рокко[англ.] / пёс Спанки (персонаж)[англ.]
- 1998 — Spyro the Dragon — Дракон Спайро / второстепенные персонажи
- 2001 — Star Wars: Starfighter — капитан пиратского торгового корабля / наёмник Уингмен / спасатель
- 2002 — Maximo: Ghosts to Glory — Грим Рипер / Бакар Ла Бас / Генерал (в англоязычном издании)
- 2002 — Bruce Lee: Quest of the Dragon[англ.] — Бобби / Иззи Фрикс
- 2002 — Monsters, Inc. Scream Arena[англ.] — Майк Вазовский из м/ф «Корпорация монстров»
- 2003 — Secret Weapons Over Normandy[англ.] — Мэк
- 2004 — GoldenEye: Rogue Agent[англ.] — доктор Джулиус Ноу[англ.]
- 2005 — Nicktoons Unite![англ.] — Дензел Крокер из м/с «Волшебные покровители»
- 2006 — Open Season[англ.] — Горди / Белка
- 2006 — Justice League Heroes — Ки[англ.]
- 2006 — Happy Feet[англ.] — Нестор
- 2006 — Sonic the Hedgehog — второстепенные персонажи (в англоязычном издании)
- 2007 — Nicktoons: Attack of the Toybots[англ.] — валлаби Рокко
- 2008 — Crash: Mind over Mutant — второстепенные персонажи
- 2009 — Call of Juarez: Bound in Blood — Уильям Макколл, священник
- 2011 — Batman: Arkham City — офицер Санчес / политзаключённый
- 2013 — Marvel Heroes — Кузнец
- 2013 — Disney Infinity — Майк Вазовский из м/ф «Корпорация монстров»
- 2013 — Teenage Mutant Ninja Turtles: Out of the Shadows — Рафаэль
- 2013 — Skylanders: Swap Force — Дафф
- 2013 — Batman: Arkham Origins — наёмник Бэйн
- 2014 — Disney Infinity: Marvel Super Heroes[англ.] — Майк Вазовский из м/ф «Корпорация монстров»

### Озвучивание рекламы
- 1997—2000 — Taco Bell — Чихуахуа Тако Белл[англ.]
- 2003 — GEICO — Чихуахуа Тако Белл[7]
- 2011—2012 — Direct Auto Insurance — JJ Hightail